# مدام

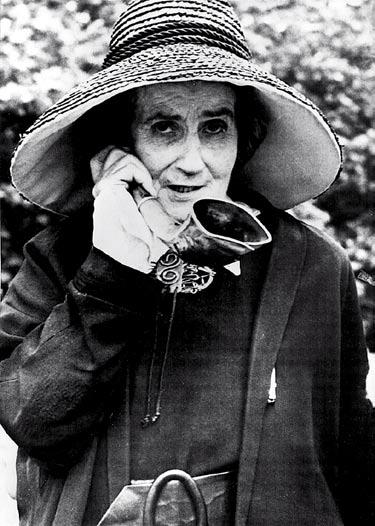
إليزابيث دي ميرون ، المعروفة باسم مدام دي ميرون

مدام (بالإنجليزية: Madam)‏، هو لقب تشريفي يأتي بمعنى «السيدة»، وهي كلمة فرنسية الأصل وتعني بذات المعنى، يختص هذا اللقب بالنساء المُتزوجات، وأحياناً في مواضع أخرى يُستخدم إذا جُهل اسم المرأة.
ابتكر عبد الله البستاني لفظ «عقيلة» كمقابل عربي للفظ «مدام».